# Śląsk Wrocław (podnoszenie ciężarów)
Śląsk Wrocław – sekcja podnoszenia ciężarów klubu WKS Śląsk Wrocław.
Sekcja podnoszenia ciężarów powstała w 1962.

## Osiągnięcia
- Złoty medal drużynowych mistrzostw Polski: 1993, 1996
- Srebrny medal drużynowych mistrzostw Polski: 1989, 1990, 1991
- Brązowy medal drużynowych mistrzostw Polski: 1964, 1968, 1981, 1994, 1995, 1997, 1998, 1999